# Plamen Orešarski
Plamen Orešarski, bulharsky Пламен Василев Орешарски, Plamen Vasilev Orešarski, (* 21. února 1960 Dupnica) je bulharský ekonom a bezpartijní politik, mezi roky 2013–2014 předseda vlády Bulharska, dvoukoaličního kabinetu zformovaného po květnových parlamentních volbách konaných téhož roku. V letech 2005–2009 zastával úřad ministra financí ve vládě premiéra Sergeje Staniševa.

## Osobní život
Narodil se roku 1960 v bulharském městě Dupnica, ležícím na jihozápadě země. Vyjma rodné bulharštiny hovoří anglicky a rusky. V roce 1985 absolvoval sofijskou Univerzitu národní a světové ekonomie. V letech 1988–1992 pokračoval postgraduálním studiem. Disertační práce nesla název Investice a investiční analýza.
Od roku 1993 působil jako ředitel odboru finanční správy a dluhů na ministerstvu financí. V letech 1995–1997 zasedal v řídící radě bulharské burzy cenných papírů. Další tři roky byl členem správní rady bankovního domu UniCredit Bulbank.

## Politická kariéra
Po nástupu Ivana Kostova do úřadu předsedy vlády v roce 1997, se stal náměstkem ministra financí. Na tomto postu působil až do parlamentních voleb 2001, kdy se rozhodl přednášet na Vyšším institutu financí a ekonomie.
V roce 2003 se stal kandidátem Unie demokratických sil (SDS) na křeslo primátora Sofie a tuto stranu téhož roku opustil. Roku 2004 byl členem odborné komise, která zpracovala zprávu o stavu ekonomiky pro prezidenta republiky Georgi Parvanova.

### Ministr financí
V srpnu 2005 se vrátil do aktivní politiky, když přijal křeslo ministra financí v trojkoaličním kabinetu vedeném socialistickým předsedou vlády Sergejem Staniševem. Úřadu opustil v červenci 2009 s koncem vlády a příchodem nového premiéra Bojka Borisova.

### Poslanec
V parlamentních volbách 2009 byl zvolen na kandidátce Socialistické strany do parlamentu ve volebním obvodu ležícím v Burgasu.

### Předseda vlády
Parlamentní volby v květnu 2013 proběhly dříve než v plánovaném termínu pro lidové demonstrace a únorovou demisi Borisova kabinetu. Vyústily v nerozhodný výsledek, když vítězná Strana Občanů za evropský rozvoj Bulharska (GERB, 97 mandátů) volebního lídra Borisova nenašla koaličního partnera (Borisov odmítl nabídku jmenování premiérem). Sestavením vlády se tak ujala druhá v pořadí Socialistická strana (BSP, 84 mandátů), které ovšem s koaličním subjektem reprezentujícím tureckou menšinu – Hnutím za právo a svobou (DPS, 36 mandátů), chyběl jeden hlas k parlamentní většině.
Kandidátem na premiéra se stal nestraník Orešarski, nominovaný socialisty. Prezident republiky Rosen Plevneliev jej v květnu pověřil vedením koaličních jednání. Část opozice, včetně zelených, zorganizovala ostré protesty proti nově formující se vládě,. Kabinet tak byl ustaven s jednou výměnou, když Ivan Danov nahradil na postu ministra investičních projektů původně navrženého Kalina Tiholova. Dvoukoaliční Orešarského vláda BSP a DPS, s poměrem křesel 14:3 a nestranickým premiérem, získala důvěru parlamentu 29. května 2013, když pro nového předsedu vlády hlasovalo 120 z 217 přítomných poslanců. Naopak 97 členů opozičního uskupení GERB bylo proti. Vznik menšinové vlády umožnil čtvrtý parlamentní subjekt, nacionalisté zformovaní v Atace, jejichž zákonodárci snížili kvórum odchodem ze sálu.
Dne 23. července 2014 rezignoval na svou funkci. Následně působil v premiérské funkci v demisi, než jej v srpnu téhož roku vystřídal univerzitní profesor a bývalý socialistický poslanec Georgi Bliznaški v čele prozatímní vlády.

## Soukromý život
Manželkou je kardioložka Elka Georgieva Orešarská, s níž má syna Desislava.